# Campeonato Nacional de Cuba 1968
El Campeonato Nacional de Cuba 1968 fue la 55 edición del Campeonato Nacional de Fútbol de Cuba. Comenzó el 20 de octubre y finalizó el 24 de noviembre.

## Formato
Los seis participantes disputan el campeonato bajo un sistema de liga, es decir, todos contra todos a visita recíproca; con un criterio de puntuación que otorga:
- 2 puntos por victoria
- 1 punto por empate
- 0 puntos por derrota.

El campeón sería el club que al finalizar el torneo haya obtenido la mayor cantidad de puntos, y por ende se ubique en el primer lugar de la clasificación.

## Resultados

### Clasificación
| Pos. | Equipo        | Pts. | PJ | G | E | P | GF | GC | Dif. |  |
| ---- | ------------- | ---- | -- | - | - | - | -- | -- | ---- |  |
| 1    | Granjeros (C) | 16   | 10 | 7 | 2 | 1 | 14 | 7  | +7   |  |
| 2    | Orientales    | 11   | 10 | 4 | 3 | 3 | 16 | 10 | +6   |  |
| 3    | Industriales  | 11   | 10 | 4 | 3 | 3 | 10 | 9  | +1   |  |
| 4    | Azucareros    | 10   | 10 | 3 | 4 | 3 | 10 | 9  | +1   |  |
| 5    | Occidentales  | 9    | 10 | 3 | 3 | 4 | 8  | 13 | −5   |  |
| 6    | Centrales     | 3    | 10 | 1 | 1 | 8 | 9  | 19 | −10  |  |

 Fuente: RSSSF
|                               |
| Bandera de Cuba               |
| Campeón Granjeros 1.er título |